# Constantin Stancu
Constantin Stancu (* 2. Oktober 1956 in Pitești) ist ein ehemaliger rumänischer Fußballspieler und derzeitiger -trainer. Er bestritt 445 Spiele in der Divizia A, der höchsten rumänischen Fußballliga. Seit Sommer 2012 ist er ohne Verein.

## Karriere als Spieler
Stancu spielte während seiner gesamten Laufbahn nur für den FC Argeș Pitești aus seiner Heimatstadt. Aus der Jugend des Vereins hervorgegangen kam er im Jahr 1976 in den Kader der ersten Mannschaft, wo er am 1. September desselben Jahres zu seinem ersten Einsatz in der Divizia A kam. Im Laufe der Spielzeit 1976/77 erkämpfte er sich einen Stammplatz, den er bis zum Ende seiner Karriere nicht mehr abgab. Beginnend mit der Saison 1977/78 spielte er mit seiner Mannschaft um die Meisterschaft mit. Nach der Vizemeisterschaft hinter dem punktgleichen Steaua Bukarest gewann er in der Spielzeit 1978/79 den Titel. In den folgenden beiden Jahren konnte er diesen Erfolg nicht wiederholen und musste dem FC Universitatea Craiova den Vortritt lassen.
Während der 1980er-Jahre konnte Stancu mit Argeș nicht mehr an diese erfolgreiche Zeit anknüpfen und rutschte Jahr für Jahr ab, ehe er in der Saison 1988/89 erstmals um die Klassenverbleib kämpfen musste. Am 2. Juni 1990 bestritt er sein letztes Spiel für Argeș und beendete nach 14 Jahren seine aktive Laufbahn, nachdem er sich mit seinem Verein am letzten Spieltag der Spielzeit 1989/90 den Klassenerhalt gesichert hatte.

## Nationalmannschaft
Stancu bestritt drei Spiele für die rumänische Nationalmannschaft. Er debütierte am 1. Juni 1983 im Freundschaftsspiel gegen Jugoslawien, als er in der 70. Minute für Gino Iorgulescu eingewechselt wurde. Er wurde von Nationaltrainer Mircea Lucescu nur selten berücksichtigt, ehe er am 7. März 1984 im Freundschaftsspiel gegen Griechenland zu seinem letzten Einsatz kam.

## Karriere als Trainer
In der Saison 1989/90 war Stancu für sechs Spiele als Spielertrainer seines Vereins FC Argeș Pitești tätig, ehe er im April 1990 von Ion Nunweiller abgelöst wurde. Mit Beginn der Spielzeit 1995/96 wurde er erneut Cheftrainer von Argeș, wurde aber nach 13 Spieltagen entlassen und durch Constantin Cârstea ersetzt.
Im Oktober 1997 wurde Stancu als Nachfolger von Vasile Aelenei Cheftrainer von CF Chindia Târgoviște in der Divizia A. Am Saisonende musste er mit seiner Mannschaft in die Divizia B absteigen. Im Oktober 2001 war er nach der Entlassung von Ilie Stan Interimstrainer von Astra Ploiești, ehe er von Gheorghe Mulțescu abgelöst wurde. Am 15. September 2011 trat er die Nachfolge von Stan bei CS Mioveni an, musste aber seinen Platz am 11. Oktober 2011 Mihai Stoichiță räumen. Bis Saisonende blieb er Mioveni jedoch als Co-Trainer erhalten.

## Erfolge
Als Spieler
- Rumänischer Meister: 1979